# Non tutti ce l'hanno
Non tutti ce l'hanno (The Knack ...and How to Get It) è un film del 1965 diretto da Richard Lester, vincitore della Palma d'oro come miglior film al 18º Festival di Cannes.

## Riconoscimenti
- 1965 - Festival di Cannes
  - Palma d'oro